# Jahmesz (írnok)

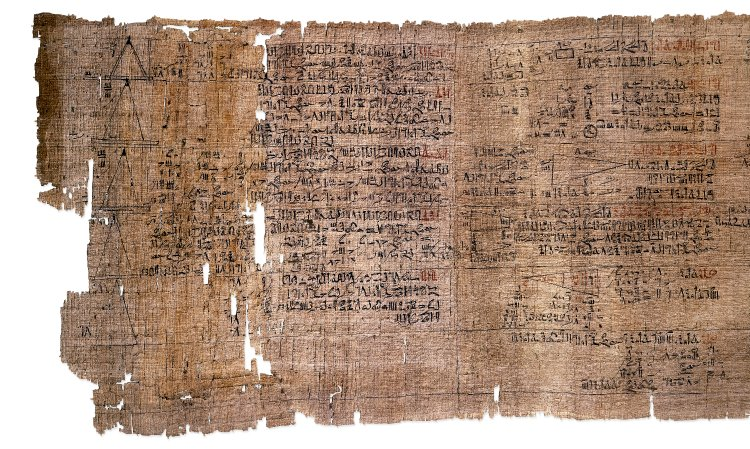
A Rhind-papirusz egy részlete

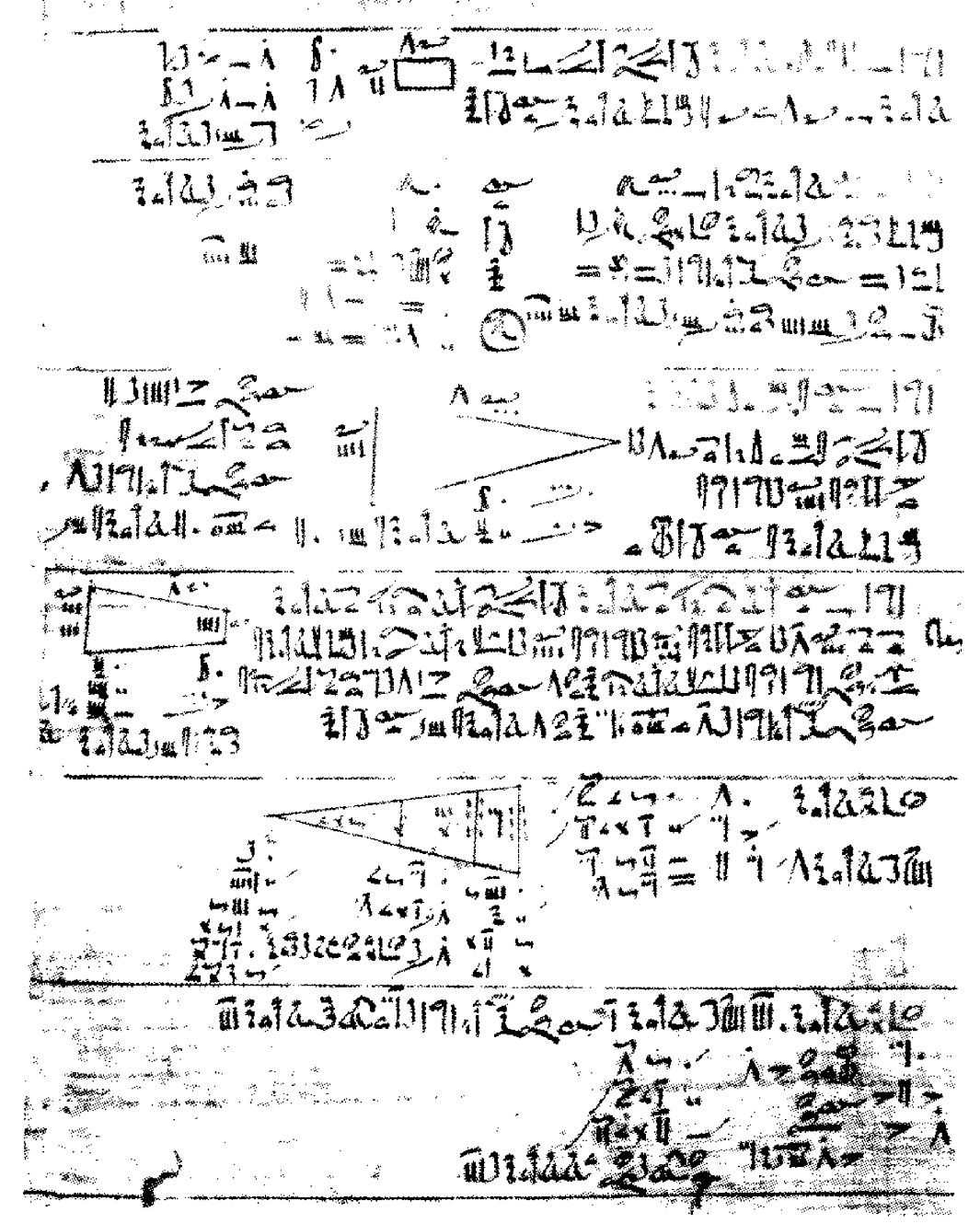
A Rhind-papirusz

Jahmesz (vagy esetleg Jahmosze) ókori egyiptomi írnok. A második átmeneti kor végén, az újbirodalom elején (a XV. dinasztia és a XVIII. dinasztia idején) élt; ő az első matematikus, akinek a neve fennmaradt.
Fennmaradt munkája a Rhind-papiruszon található, amely i. e. 1550 körül készült, és jelenleg a British Museumban van. Jahmesz szerint a papirusz egy i. e. 2000-ből származó eredetinek a másolata. A munka címe Iránymutatás a sötét dolgok ismeretéhez és geometriai és számtani feladatokat tartalmaz. A 87 feladatnak a megoldása is szerepel a műben, de semmilyen utalás nincs a megoldás menetére nézve.
Jahmesz bizonyítás nélkül kijelentette, hogy a 9 egységnyi átmérőjű kör területe egyenlő a 8 egységnyi oldalú négyzet területével. Ez mai jelöléssel azt jelenti, hogy
π(9/2)² = 8²
ahonnan a pí értékére körülbelül 3,16 jön ki, ami két századnyira közelíti meg a valódi értéket.

## Külső hivatkozások
- A papirusz tartalma Archiválva 2001. május 24-i dátummal a Wayback Machine-ben (angolul)